# Domenico di Gesù Maria
Domenico di Gesù Maria, al secolo come Domenico Ruzzola (Calatayud, 16 maggio 1559 – Vienna, 16 febbraio 1630), è stato un presbitero spagnolo, ricopri molte cariche all'interno dell'Ordine dei Carmelitani scalzi e fondò conventi e monasteri.

## Biografia
Domenico Ruzzola, o Urrusolo, è nato a Catalayud, cittadina spagnola della provincia di Aragona. A soli sette anni rimane orfano di padre e viene accudito dallo zio, François Lopez, priore carmelitano della città. Entra nell'ordine del Carmelo nel 1571 all'età di sedici anni. Novizio tra gli scalzi a Pastrana, pronuncia i voti nel 1590, prendendo il nome di Domenico di Gesù Maria. All'interno dell'ordine si distingue per le proprie doti morali e intellettuali, divenendo prima priore a Valencia nel 1594, poi a Toledo nel 1599 e infine vicario provinciale a Madrid nel 1601.
Per un periodo, si ritira in ascesi  in una zona impervia, il deserto di Las Baluecas o Bolarque. Successivamente viene inviato a Roma, per rafforzare lo spirito della congregazione italiana e nel 1604, divenne maestro dei novizi e priore del convento di Santa Maria della Scala e infine definitore generale. Nel 1614, al tempo della beatificazione di Teresa d'Avila, viene nominato Procuratore Generale dell'Ordine.
Nel 1615 apre a La Longara un ricovero per peccatori; la comunità doveva vivere di elemosina e seguire la Regola di sant'Agostino, ma senza l'obbligo dei voti religiosi, solo successivamente avrebbero deciso se intraprendere la vita monastica o sposarsi. Tra il 1617 e il 1620, Domenico è chiamato a ricoprire la carica di Ufficiale Generale e in questa veste promuove la creazione di un deserto, un luogo ascetico e meditativo, a Varazze, non lontano da Genova.
Si recherà in Boemia, prendendo parte ai primi episodi della Guerra dei Trent'anni, ma rientra presto in Italia attraversando la Germania, il Belgio e la Francia. Nel 1622 affretta la canonizzazione di Teresa d'Avila e partecipa alla creazione e allo sviluppo della Congregazione per la Propaganda della Fede.
Il 16 febbraio 1630 muore a Vienna, dove ricoprendo il ruolo di legato di papa Urbano VIII, provava a far riconciliare l'imperatore Ferdinando II e il duca Carlo I, impegnati nella guerra di successione di Mantova.

### La battaglia della Montagna Bianca

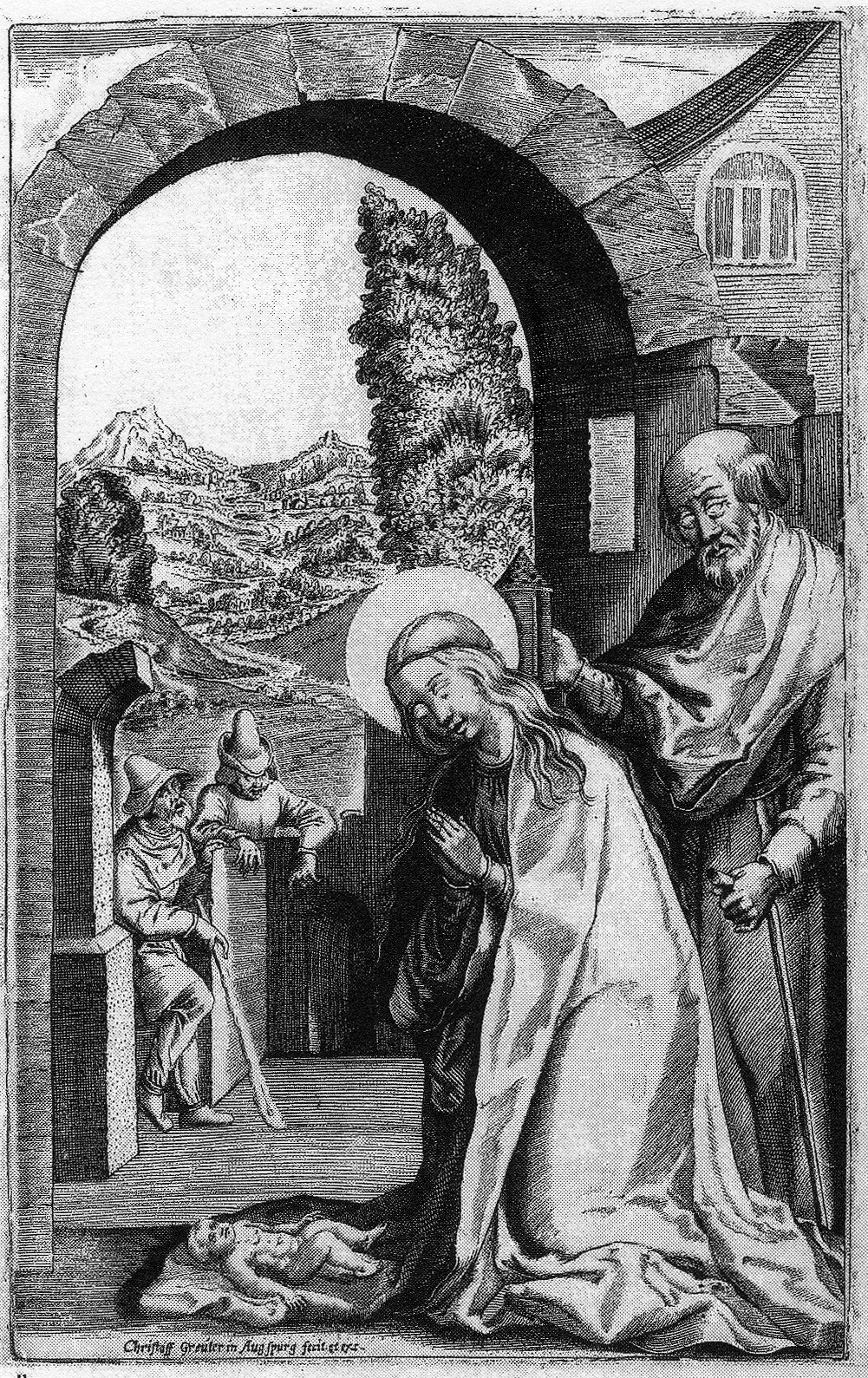
Incisione raffigurante Santa Maria della Vittoria.

Prese parte agli eventi legati a quella che passerà alla storia come la Battaglia della Montagna Bianca.
Ricoprendo il ruolo di legato apostolico di papa Gregorio XV affianca, dapprima, Ferdinando II d'Asburgo, capo della Lega Cattolica che si batteva contro gli insorti protestanti del Regno di Boemia. Nel giugno 1620, dopo aver lasciato Roma, si unisce a Massimiliano I di Baviera in Repubblica Ceca. Giunge all'accampamento e persuade il duca a dar battaglia, poiché gli era stata rivelata, durante un'estasi avvenuta per la festa dell'Assunta, la vittoria dei cattolici.
Avvenuta la battaglia e inseguiti i ribelli che si dirigevano verso Praga, Domenico visita il castello di saccheggiato di Strakowitz e vi scopre un dipinto della Natività danneggiato durante gli scontri. Decide di dedicarsi allo sviluppo del culto di questo dipinto e al suo rientro nei reggimenti del duca di Baviera, apprende la notizia della mobilitazione del capitano ungherese Gabriel Bethlen alla causa dei protestanti. Per risollevare gli animi ed esaltare il morale delle truppe, la storia vuole che appese al collo l'immagine sacra e salito a cavallo e impugnando un crocifisso cavalca tra le truppe recitando i salmi.

### All'origine del Carmelo di Gand

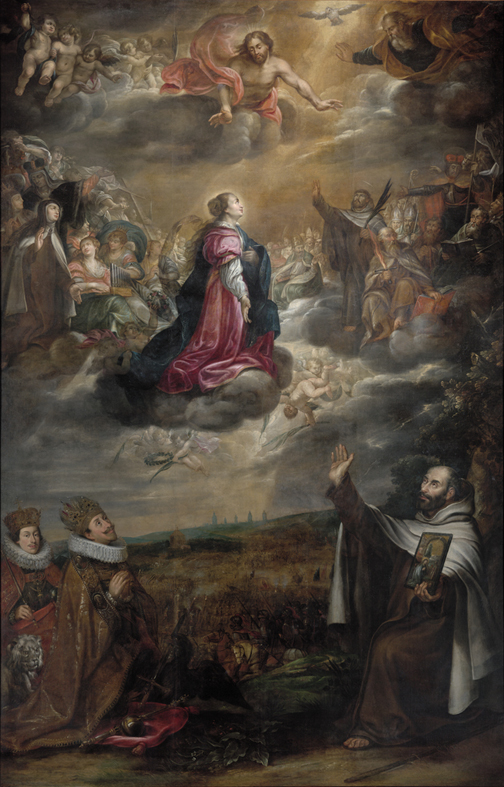
Dipinto sull'altare maggiore della Chiesa della Madonna delle Vittorie nel quartiere di Mala Strana, di Anthony Stevens (1641)

A seguito di queste gesta belliche, Domenico viene accolto a braccia aperte dagli arciduchi Alberto e Isabella, governatori dei Paesi Bassi meridionali, a Bruxelles.
Nel luglio 1621 assisterà l'Arciduca nella sua agonia. Nello stesso periodo, al castello di Coudenberg, viene avvicinato da cinque delle damigelle della figlia dei governatori: Caterina de Barrea, figlia di Antoine de Barrea, governatore del porto di Gand, Marie Magdeleine de Paredes, unica figlia di Christobal de Paredes contador della cavalleria dell'arciduca,  Marie de Hallewin, figlia di François e Marie de Mérode, Magdeleine Catherine de Conflans, figlia di Antoine de Conflans marchese di Saint-Remi e Marie-Philippine de Noyelles, figlia di Hugues de Noyelles, il maggiordomo dell'Infanta. Ognuna di loro aveva espresso il desiderio e la volontà di entrare nell'ordine delle Carmelitane scalze, chiedendo un'intercessione presso l'Arciduchessa. Quest'ultima autorizza il Superiore Generale Mathias di Saint-François a procedere alla fondazione di un nuovo convento del Carmelo nella città di Gand. Nel 21 settembre 1622 sbarca nella città di Saint Bavo la priora di Mons, Léonore de Saint-Bernard, la quale ammette le cinque giovani al noviziato e con l'ausilio di 6 monache carmelitane danno avvio alla vita monastica.

## Opere

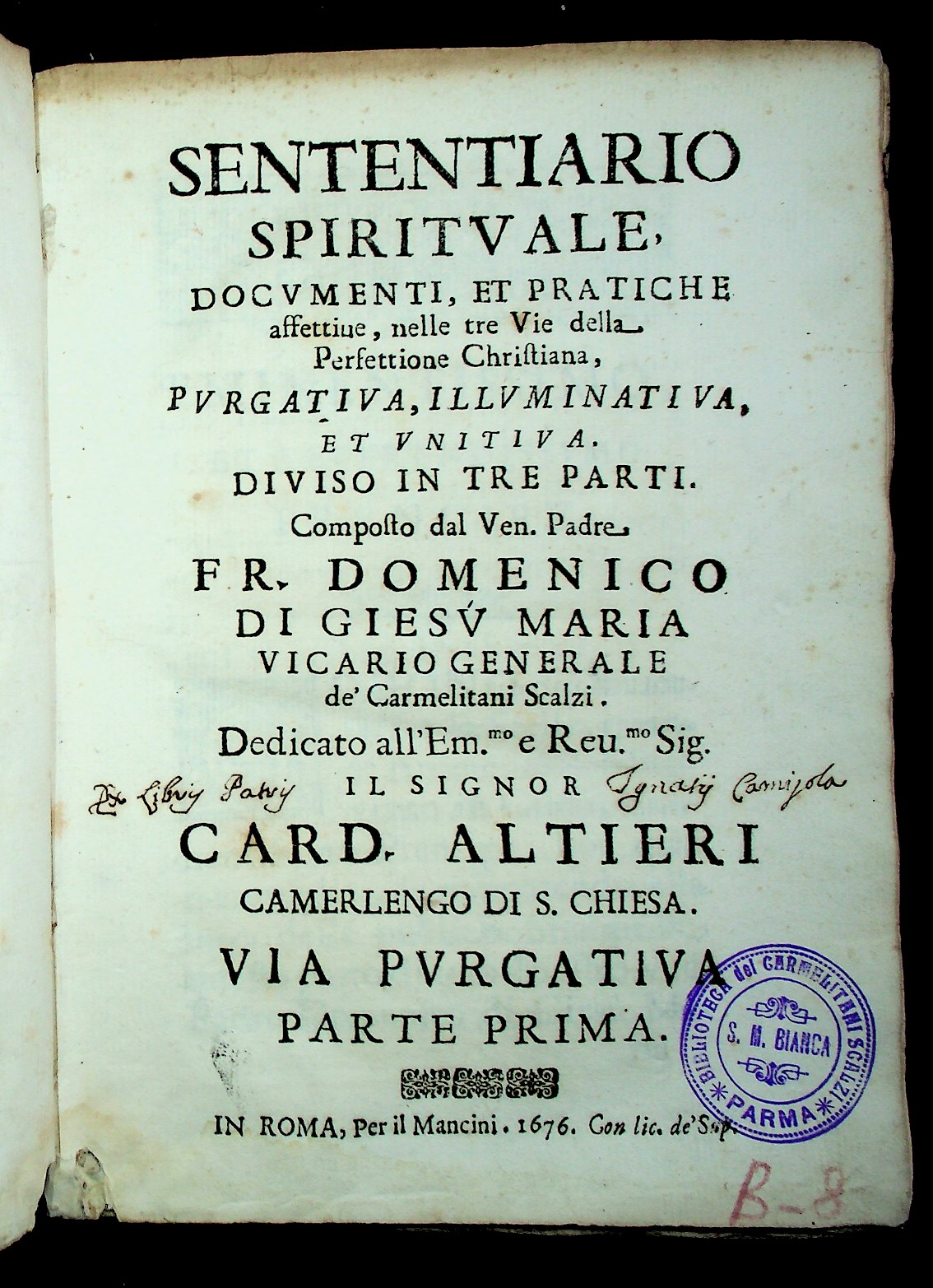

- Sententiario spirituale. Documenti, et pratiche affettiue, nelle tre vie della perfettione christiana, purgatiua, illuminatiua, vnitiua. Composto per il p.f. Domenico di Giesu Maria vicario, & diffinitor generale della Congregatione di Sant'Elia de' Carmelitani Scalzi, 1622.
- Seconda parte del sententiario spirituale, documenti, et pratiche affettiue. Composto per il p. f. Domenico di Giesu Maria. vicario, & diffinitor generale della Congregatione di Sant'Elia de' Carmelitani Scalzi. Via illuminatiua. Dedicata alli gloriosi cinque santi canonizzati dalla santità di N.S. Gregorio XV, 1622.
- Via unitiua. Dedicata alla santissima trinita. Al fine si pone vn concerto spirituale itilissimo per l'anime ... papa Gregorio XV, 1623.
- Concerto, et concordia spirituale, sotto la protettione della b.v.M. à beneficio vniuersale dell'anime, composto dal r.p.f. Domenico di Giesu Maria. Definitore, & vicario generale de Carmelitani scalzi. Cauato dalla 3. parte del sententiario spirituale, dato in luce dal sopradetto padre ..., 1624.
- Historia de la vida, virtudes del venerable hermano fray Francisco del Niño Iesus. Religioso de la orden de los Descalzos de N.S.ra del Carmē. ..., 1624.